# Stipa bomanii
Stipa bomanii är en gräsart som beskrevs av Lucien Leon Hauman. Stipa bomanii ingår i släktet fjädergrässläktet, och familjen gräs. Inga underarter finns listade i Catalogue of Life.